# Bellator 180
Bellator NYC: Sonnen vs. Silva ou Bellator 180 foi um evento de artes marciais mistas (MMA) produzido pelo Bellator Fighting Championships, realizado no dia 24 de junho de 2017, no Madison Square Garden, em Nova Iorque. O evento foi transmitido em PPV. O Fox Sports Brasil fez a transmissão ao vivo de boa parte da programação. O canal iniciou os trabalhos a partir das 21:00h, horário de Brasília, com o card principal completo e a segunda parte do preliminar.
Uma curiosidade sobre este evento ficou por conta da pesagem, já que os lutadores se pesaram na mesma balança usada por Muhammad Ali e Joe Frazier na icônica "Luta do Século", em 1971. A balança estava em um museu dentro do Madison Square Garden, que a ofereceu para ser usada.

## Background
Uma luta envolvendo rivalidade de longa data, entre os desafetos Chael Sonnen e Wanderlei Silva, foi a principal do evento.
Também ocorreu neste card uma luta no peso-pesado entre Fedor Emelianenko e Matt Mitrione. O embate aconteceria no Bellator 172, mas Mitrione teve que ser hospitalizado, devido a cálculos renais, e a luta foi adiada.
A estreia no Bellator do ex-lutador do UFC, Ryan Bader, foi inicialmente agendada para acontecer contra Muhammed Lawal, neste card. No entanto, Lawal retirou-se da luta devido a uma lesão, e Bader enfrentou o campeão peso-meio-pesado, Phil Davis, em uma revanche. Bader e Davis fizeram a primeira luta entre eles no UFC on Fox: Gustafsson vs. Johnson, em 24 de janeiro de 2015, e Bader venceu por decisão dividida.
Uma luta entre Keri Anne Melendez e Sadee Monseratte Williams foi agendada para este evento, mas foi cancelada depois que Melendez lesionou-se.

## Card Oficial
Nota 1 Pelo Cinturão Peso Leve do Bellator.
Nota 2 Pelo Cinturão Peso Meio Médio do Bellator.
Nota 3 Pelo Cinturão Meio Pesado do Bellator.

## Ligações Externas
1. ↑  Nota 1
2. ↑  Nota 2
3. ↑  Nota 3